# روب دوبنز
روب دوبنز (بالإنجليزية: Rob Dobbins)‏ هو لاعب بولينغ أسترالي، ولد في 10 أكتوبر 1940 في نيوكاسل في أستراليا.